# 1446 w literaturze
Wydarzenia literackie w 1446 roku.

## Urodzili się
- Ippolita Maria Sforza, włoska arystokratka i pisarka